# Helmholtzstraße 8 (Weimar)

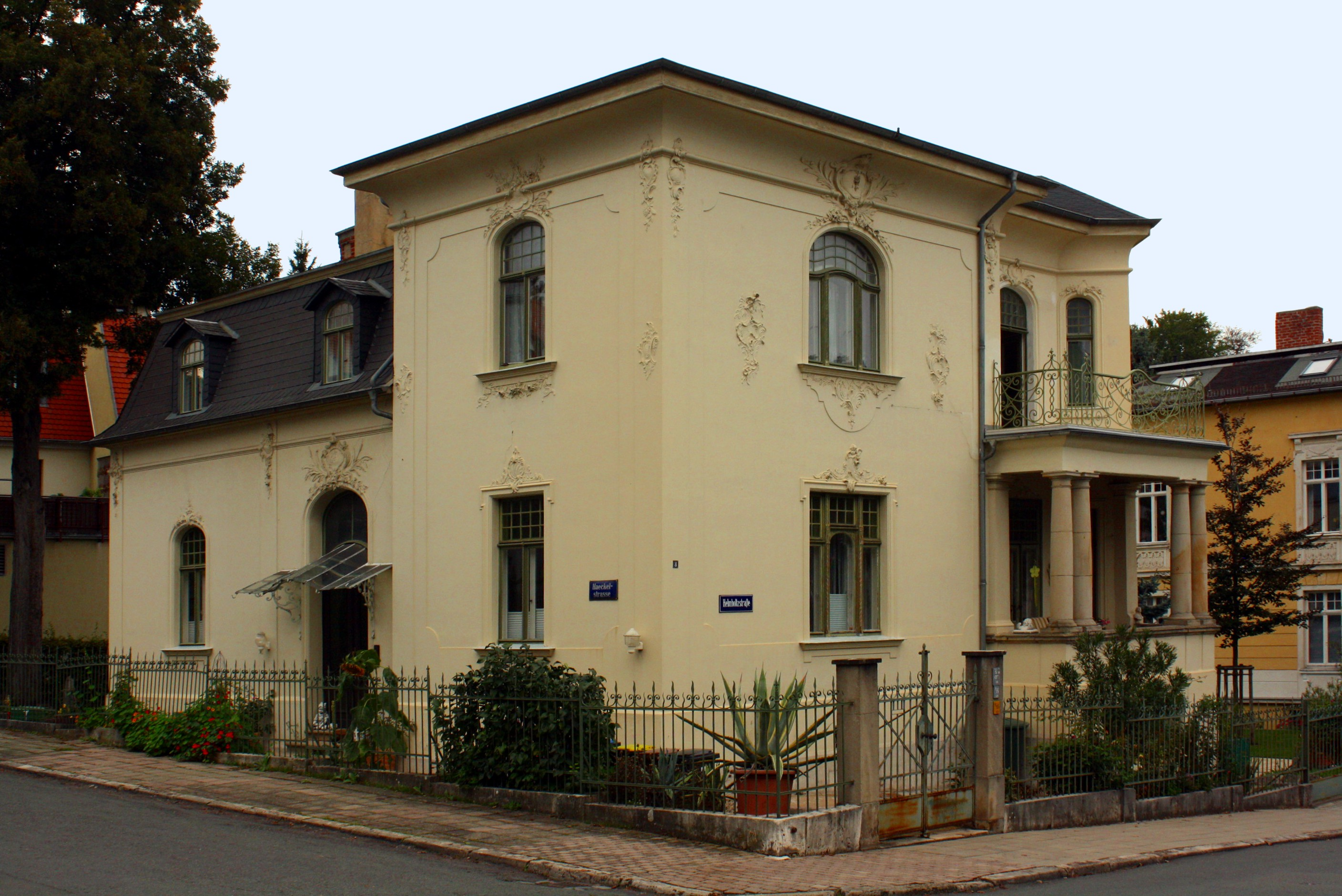
Helmholtzstraße 8

Das Haus Helmholtzstraße 8 ist eine Villa in der Südstadt von Weimar.

## Geschichte und Beschreibung
Die Villa wurde 1901/02 nach den Plänen des Geraer Architekten Rudolf Schmidt im Auftrag des Weimarer Bauunternehmers Karl Paulin errichtet. Im Jahre 1966 wurden die Etagen in drei separate Wohnungen unterteilt. Dazu kam der Einbau einer Garage mit Zufahrt an der Südwestecke. Die ursprüngliche Struktur des Grundrisses blieb jedoch erhalten, ebenso wie die Ausstattung aus der Bauzeit, trotz der Separierung der Etagen in drei Wohnungen. Der Hauseingang unter einem Schutzdach ist an der Seite der Haeckelstraße.
Das an der Einmündung der Haeckelstraße zur Helmholtzstraße auf einem Eckgrundstück gelegene Gebäude ist zweigeschossig. Erbaut ist die Villa in den Formen der Renaissance, ergänzt um Elemente des Jugendstils, beispielsweise am Balkongeländer oder der Verglasung der Fenster. Die Hauptfassade ist nach Süden hin zur Helmholtzstraße ausgerichtet. Dort befindet sich in der östlichen Achse – oberhalb der nachträglich eingebauten Garageneinfahrt – eine Säulenloggia mit Austritt aus dem Obergeschoss. Ein Kastenerker ist an der Südostecke angeordnet. Die Dachtraufe wird von einer Hohlkehle begleitet. Die glatt verputzten Außenwände sind mit barockisierenden Stuckelementen verziert, wie Kartuschen, Rocaillen und Blattstäben.
Hervorzuheben ist das Treppenhaus mit der reich verzierten zweiläufigen Podesttreppe, die Treppenpfeiler und die Bleiverglasung des Fensters.